# 1354
| 1354               |
| ------------------ |
| Dødsfald - Fødsler |
|                    |

| Gregoriansk kalender | 1354 MCCCLIV            |
| Ab urbe condita      | 2107                    |
| Armensk kalender     | 803 ԹՎ ՊԳ               |
| Kinesiske kalender   | 4050 – 4051 癸巳 – 甲午 |
| Etiopisk kalender    | 1346 – 1347             |
| Jødisk kalender      | 5114 – 5115             |
| Hindukalendere       |                         |
| - Vikram Samvat      | 1409 – 1410             |
| - Shaka Samvat       | 1276 – 1277             |
| - Kali Yuga          | 4455 – 4456             |
| Iransk kalender      | 732 – 733               |
| Islamisk kalender    | 755 – 756               |

Konge i Danmark: Valdemar 4. Atterdag 1340-1375
Se også 1354 (tal)

## Begivenheder
- Ankara bliver indtaget af Osmannerne.